# Лука (Вінницький район)
Лука́ — село в Україні, у Немирівській міській громаді Вінницького району Вінницької області. Населення становить 367 осіб.

## Історія
Відповідно до Розпорядження Кабінету Міністрів України від 12 червня 2020 року № 707-р «Про визначення адміністративних центрів та затвердження територій територіальних громад Вінницької області» увійшло до складу Немирівської міської громади.
19 липня 2020 року, в результаті адміністративно-територіальної реформи та ліквідації Немирівського району, село увійшло до складу Вінницького району.
В селі є дерев'яна церква Архістратига Михаїла з внутрішніи розписом, збудована у 1878 р. на місці колишньої каплиці. Біля церкви збереглась могила царського чиновника  - надворного радника Якова Ковальського (1827-1903).

## Населення

### Мова
Розподіл населення за рідною мовою за даними перепису 2001 року:
| Мова       | Відсоток |
| ---------- | -------- |
| українська | 96,73%   |
| російська  | 3%       |

## Відомі люди
В селі народилися:
- Олександр Софонович Пащенко — український графік, Народний художник УРСР;
- Пащенко Михайло Миколайович — письменник та краєзнавець.

У сільській середній школі навчався Глинський Іван Володимирович — письменник.
Близько півстоліття в школі вчителювало подружжя Менчуків: Анатолій Юхтимович (04.09.1908-14.06.1994) та Ніна Трифонівна (14.03.1914-23.04.2008); обоє поховані на місцевому сільському цвинтарі.